# Clavais
Clavais (Clavais in friulano standard, Clavaias in friulano carnico) è una frazione del comune di Ovaro (UD), in Carnia, che sorge a 827 m sui fianchi del Monte Zoncolan (1.750 m), alla sinistra del torrente Degano.

## Descrizione
L'abitato dista 3 km da Ovaro ed è raggiungibile attraverso la strada che parte dal capoluogo e vi giunge dopo aver superato le frazioni di Lenzone e Liariis. Oppure attraverso la strada che partendo da Maranzanis attraversa la località “Braida” collegando i Comuni di Comeglians e Ovaro. Clavais, situato pressoché al centro di un’estensione di prati, terreni agricoli e incolti produttivi è stato principalmente un centro con attività multiple agro-silvo-pastorali; ha subito nei secoli variazioni demografiche che lo hanno portato al attuale quota di 46 abitanti (anno 2015).
Il nome “Clavais” in vecchi documenti trovato scritto anche "Clavagis", "Clavaies", "Clauais",“Clavaijs” mentre nella parlata locale troviamo le forme “Clavais", ma soprattutto “Clavajas”, con desinenza in -as di formazione relativamente recente, si ritiene derivi dalle numerose “cleve” ondulazioni del terreno che caratterizzano la località e la zona circostante.
Oggi Clavais sta vivendo una nuova stagione storica: molte vecchie abitazioni, ed ex stalle e fienili sono stati ristrutturati, fortunatamente in modo tale da non stravolgerne il primitivo aspetto architettonico caratterizzato da murature in pietra e coperture in tegole laterizie del tipo "carnico"; negli anni duemila sono stati costruiti anche nuovi edifici ma, in generale, si è conservato l’impianto urbanistico del paese che, anche per questa ragione, è uno dei più caratteristici e interessanti di tutta la Val Degano.
In paese si trova la chiesa intitolata a San Lorenzo Martire, di origine medioevale e ristrutturata nel 1999-2000. È proprio nel fine settimana più prossimo al giorno di San Lorenzo (10 agosto) che a Clavais si tiene la tradizionale sagra paesana. Dal paese, sopraelevato rispetto alla sottostante vallata, si gode di una superba vista su diverse frazioni del Comune di Ovaro (Ovasta, Mione, Luint, Agrons) su gran parte della Val Pesarina, nonché su alcune delle maggiori cime delle Alpi Carniche (Coglians, Monti di Volaia, Dolomiti Pesarine).

## L'Associazione Culturale Clavajas
L'Associazione Culturale Clavajas è stata costituita con lo scopo di tenere unito il paese e i suoi pochi abitanti, convogliandone tutte le risorse al fine di mantenerne vive le tradizioni.
Fondata ufficialmente il 12 maggio 2007 con uno statuto semplice e versatile, rientra fra le Associazioni non riconosciute, senza scopo di lucro. Dopo la chiusura della storica osteria "Dal Fari", ultimo esercizio pubblico del paese avvenuta il 31 dicembre 2002; L'Associazione Culturale Clavajas è rimasta l'unico punto di riferimento per la frazione. Nata con l'obiettivo principale di continuare ad organizzare annualmente la tradizionale Sagra di San Lorenzo, si è pian piano ingrandita arrivando a contare oltre 90 soci, ed organizzando una decina di eventi all'anno.

## Galleria d'immagini

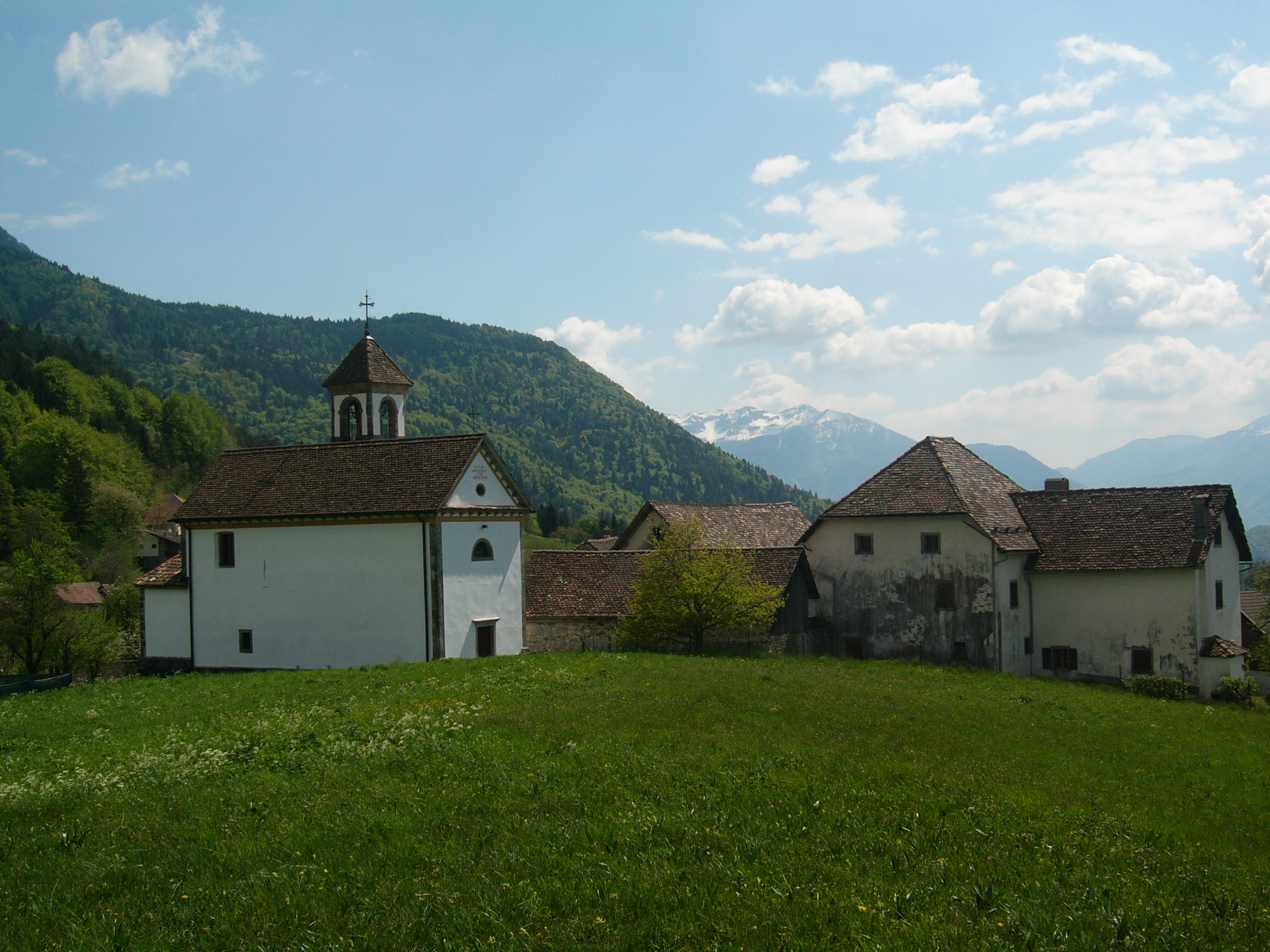
La chiesa di San Lorenzo e casa Tavosco Fedele(in Fedêl)
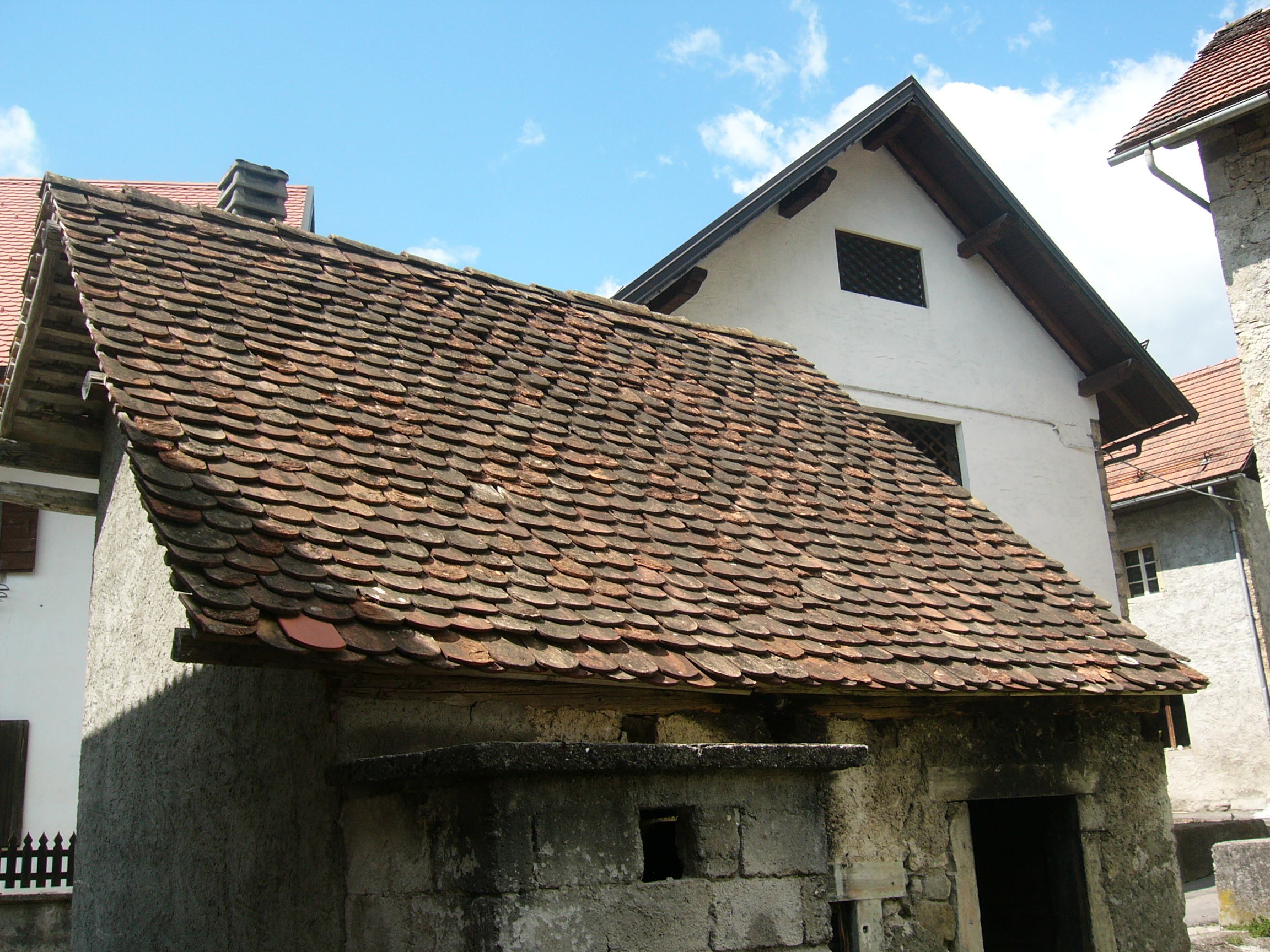
Tipico tetto in tegole laterizie del tipo "carnico"
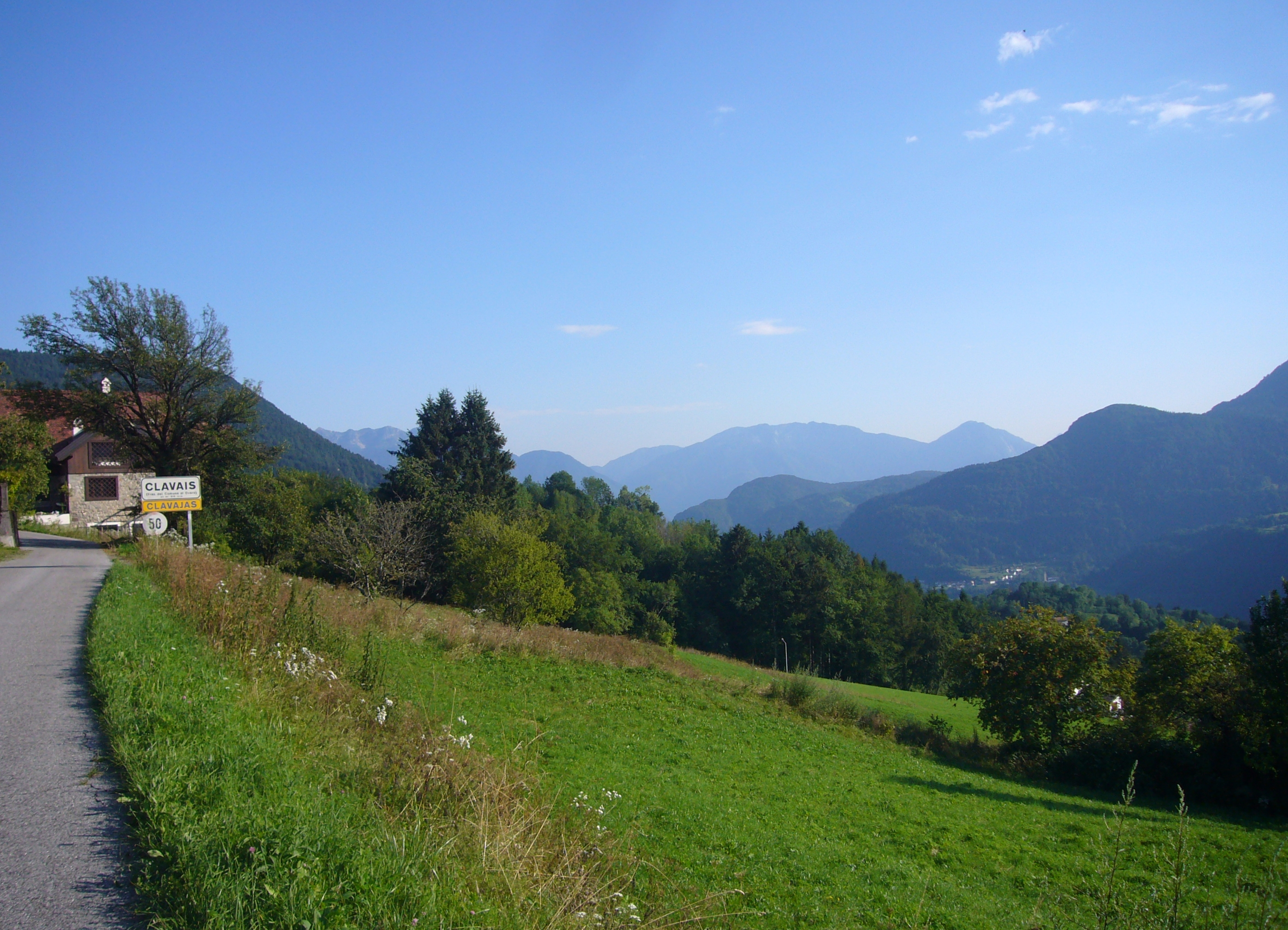
Vista della Val Degano dalla strada Braida-Clavais